# Décès en 1318
Décès
- 1314
- 1315
- 1316
- 1317
- 1318
- 1319
- 1320
- 1321
- 1322

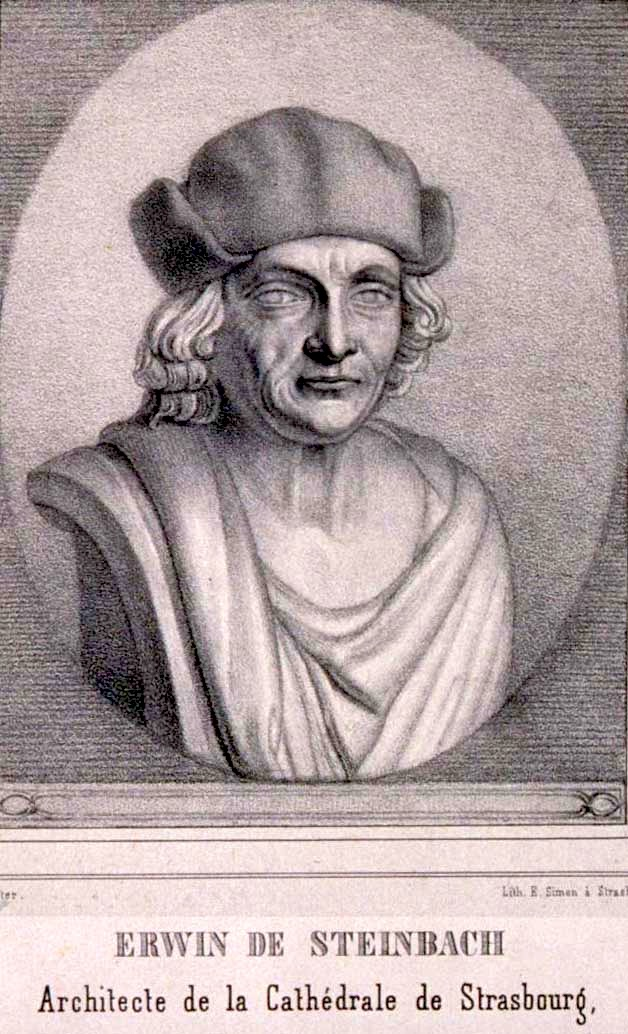
Erwin von Steinbach, mort en 1318.

Cette page dresse une liste de personnalités mortes au cours de l'année 1318 :
- 17 janvier : Erwin von Steinbach, architecte et sculpteur alsacien, considéré comme le fondateur de la cathédrale de Strasbourg.
- février : Erik Magnusson, prince suédois, duc de Södermanland (titré aussi duc de Svealand, de Värmland, duc de Västergötland, de Dalsland  et d'Halland du Nord (sv)).
- 6 février : Pierre de Pleine-Chassagne, évêque de Rodez et Patriarche latin titulaire de Jérusalem.
- 14 février : 
  - Marguerite de France[1], duchesse consort d'Aquitaine et reine consort d'Angleterre.
  - Henri Ier de Brandebourg, surnommé Henri sans Terre (Heinrich ohne Land), co-régent de la marche de Brandebourg avec son frère Othon IV de Brandebourg.
- 14 mars : Wulfing von Stubenberg, évêque de Lavant et de Bamberg.
- 26 mai : Fujiwara no Kishi, impératrice consort du Japon.
- juin : John Deydras, imposteur et prétendant au trône d'Angleterre, exécuté.
- 23 juin : Gilles Ier Aycelin de Montaigut, archevêque de Narbonne puis de Rouen.
- juillet : Jean IV de Beaumont, gouverneur d’Artois et maréchal de France.
- 18 juillet[2] : Rashid al-Din, médecin, historien et homme d'État persan, exécuté.
- 25 juillet : Nicolas Ier d'Opava, duc d'Opava.
- 14 août[3] : Jacopo Colonna, cardinal italien.
- 30 août : Nicolas de Bec-Crespin, Cardinal-prêtre de S. Stefano al Monte Celio.
- 11 septembre : Amanieu II d'Armagnac, archevêque d'Auch.
- 22 septembre : Albert II de Brunswick-Göttingen,  dit le Gros (der Fette), duc de Brunswick-Lunebourg, prince de Göttingen et prince de Wolfenbüttel.
- 14 octobre : Édouard Bruce, comte de Carrick, couronné roi d'Irlande.
- novembre : Ébedjésus de Nisibe, ou Ébedjésu Bar Berika, métropolite de Nisibe et un des auteurs les plus représentatifs de la tradition nestorienne, mais aussi l'un des derniers écrivains importants de langue syriaque.
- 25 novembre : Philippe d'Ibelin, sénéchal du royaume de Chypre.
- 29 novembre[4] : Heinrich Frauenlob (Heinrich von Meissen, né v.1260), poète allemand.
- Marie d'Ibelin, reine de Chypre.
- Henri de Bade-Sausenberg, margrave de Bade-Sausenberg et seigneur de Rötteln.
- Llywelyn Bren, baron et rebelle gallois, exécuté.
- Mathilde de Brunswick-Lunebourg, princesse allemande membre de la famille des Welfs qui fut régente en 1309 du duché de Glogów,Ścinawa, puis douairière de Glogów.
- Jean de Corbeil, seigneur de Gretz (ou Grès, ou Grez), maréchal de France.
- Georges VI de Géorgie, roi de Géorgie.
- Bertrand de Lincel, évêque de Gap.
- Jean II de Montfaucon, seigneur de Montfaucon, d'Orbe et d'Échallens.
- Renaud de Porcelet, évêque de Digne.
- Boniface de Vérone, seigneur d'origine italienne ayant joué un rôle important dans le duché d'Athènes et la seigneurie d'Eubée.
- Michel III de Vladimir, dit Michel le Saint, grand-prince de Vladimir.
- Jean II Doukas, prince de Thessalie.
- Thomas Doukas, despote d'Épire.
- Valdemar Magnusson, duc de Finlande (titré aussi duc d'Uppland et d'Öland).
- Angus Og MacDonald, seigneur de Kintyre puis d'Islay et seigneur des Îles.
- Konoe Tsunehira, noble de cour japonais (kugyō) de l'époque de Kamakura.

## Crédit d'auteurs
- Cet article est partiellement ou en totalité issu de l'article intitulé « 1318 » (voir la liste des auteurs).